# Khír
Khír je druh nákypu pocházející z indického subkontinentu, přepravený vařením mléka a cukru s jednou z následujících ingrediencí: rýže, bulgur, maniok, nudle (vermicelli) nebo sladká kukuřice. Pokrm se ochucuje kardamomem, rozinkami, šafránem, kešu oříšky, pistácií, mandlemi nebo jinými ořechy či suchým ovocem. Obvykle se podává během jídla nebo jako dezert .

## Etymologie
Slovo Khír je odvozeno od sanskrtského slova pro mléko, kšír (क्षीर), což je také archaické označení pro sladký rýžový pudink. I regionální název pajasám je odvozen od sanskrtského pajasa, které znamení rovněž mléko.

### Regionální názvy
V hindštině a maráthštině खीर khīr ; v gudžarátštině ખીર khīr ; v pandžábštině /ر / ਖੀਰ; v urijštině ଖିରି khiri; v sindhštině ;ر; v urdštině ;ر; v maledivštině ކިރު „kiru“; a v nepálštině खिर .
Pokrmu se také někde říká jako pajasám (v tamilštině பாயாசம், v telugštině పాయసం, v majalámštině പായസം), pajasa (v kannadštině ಪಾಯಸ), paješ (v bengálštině পায়েস), faeš (v silhetštině), pajox (v asámštině পায়স) nebo pájs v konkánštině पायस). V některých částech Sylhetu (sever Bangladéše) se říká firni a v Íránu ferni (فرنی).

## Původ
Pajas bylo populární jídlo již ve starověké Indii, poprvé je zmíněné v buddhistické literatuře jako směs rýže, mléka a cukru, což je receptura, která vydržela více než dva tisíce let. Tento pudink byl také základním hinduistickým chrámovým jídlem, zejména byl spojován s Šivou a sloužil jako obětina (prasāda).

## Regionální variace
Pajasám byl vždy hlavním sladkým pokrmem v hinduistických chrámech a součástí různých oslav, především svatebních. Připravuje se z mléka, rýže, ghí, cukru a druhu sýra khoa, ale je řidší než původní khír. Pro bohatší chuť se přidává smetana a často se zdobí pomocí mandlí, kešu, rozinek a pistácií. Existuje ještě jedna oblíbená verze severoindického khíru, připravená během svátků ve Váránasí z mléka, rýže, ghí, cukru, kardamomu, sušeného ovoce a kesaru (šafránové mléko). Je to základní jídlo při mnoha hinduistických hostinách a oslavách. Zatímco je nejčastějším základem pokrmu rýže, nahrazuje se někdy nudlemi nebo maniokem. V Kašmíru se firni vyrábí z krupice (suji), mléka, šafránu, cukru, suchého ovoce atd.
V Gudžarátu se také vyrábí variace khíru známá jako dūdpāk દૂધપાક. Přísady zůstávají do značné míry stejné, ale proces vaření je odlišný a výsledný pokrm je řidší a tučnější než khír.

Rýže byla známa již Římanům a je pravděpodobné, že byla importována do Evropy jako potravinářská plodina již v 8. nebo 10. století a tak je recept na různé variace rýžového nákypu považován za odvozeninu khíru. 

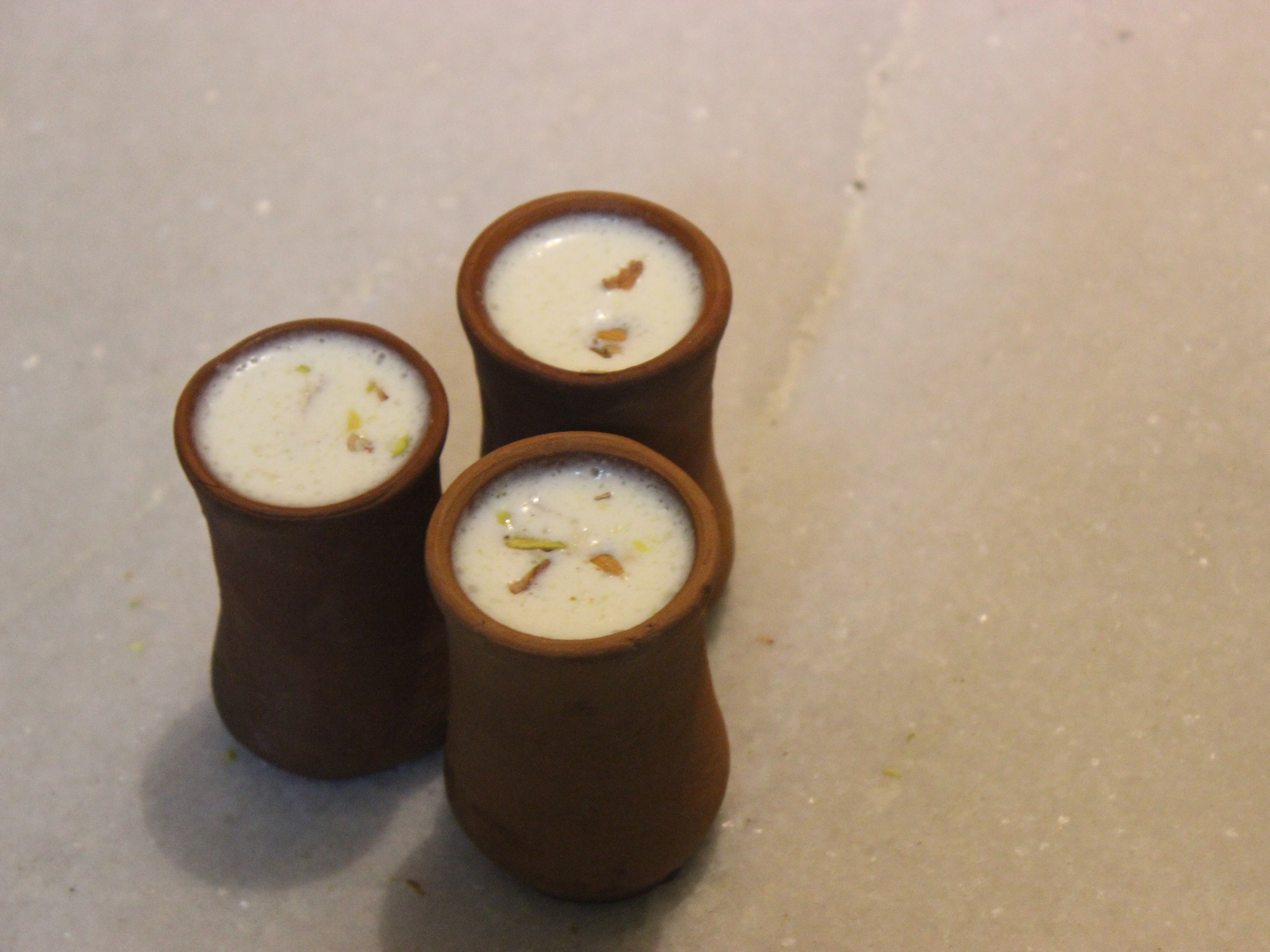
Servírování v kameninové misce matki
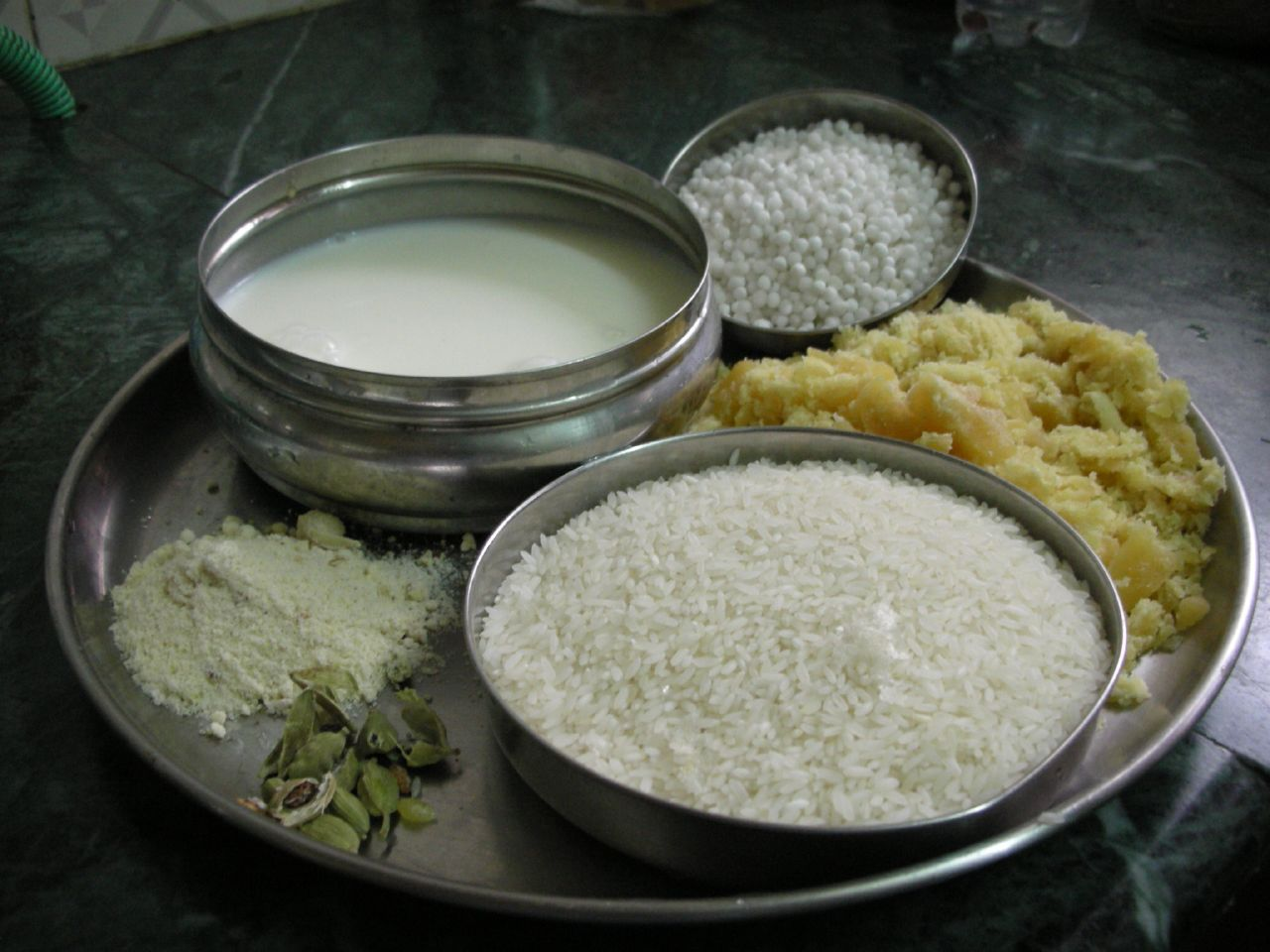
Ingredience
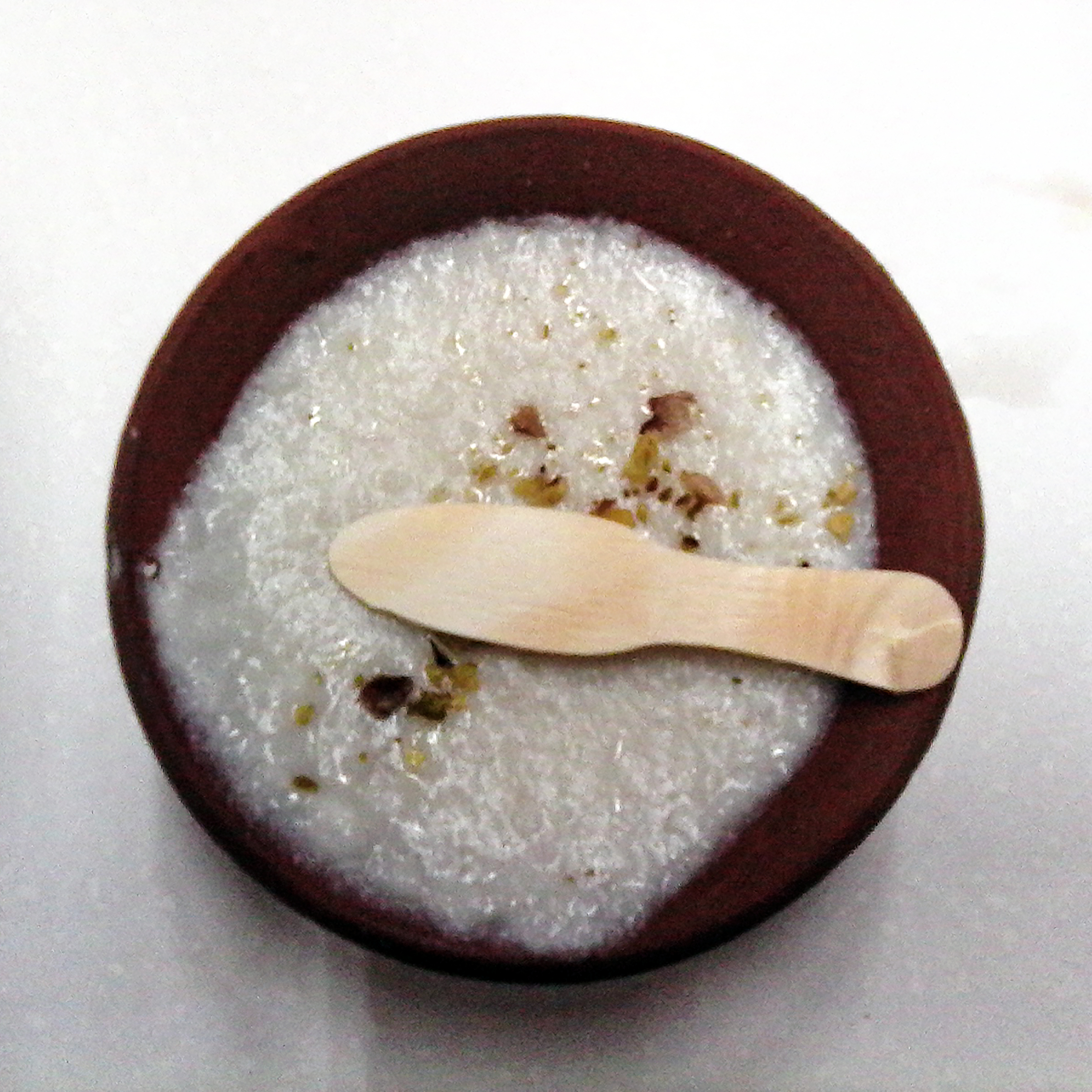
Khír servírovaný v Dillí.
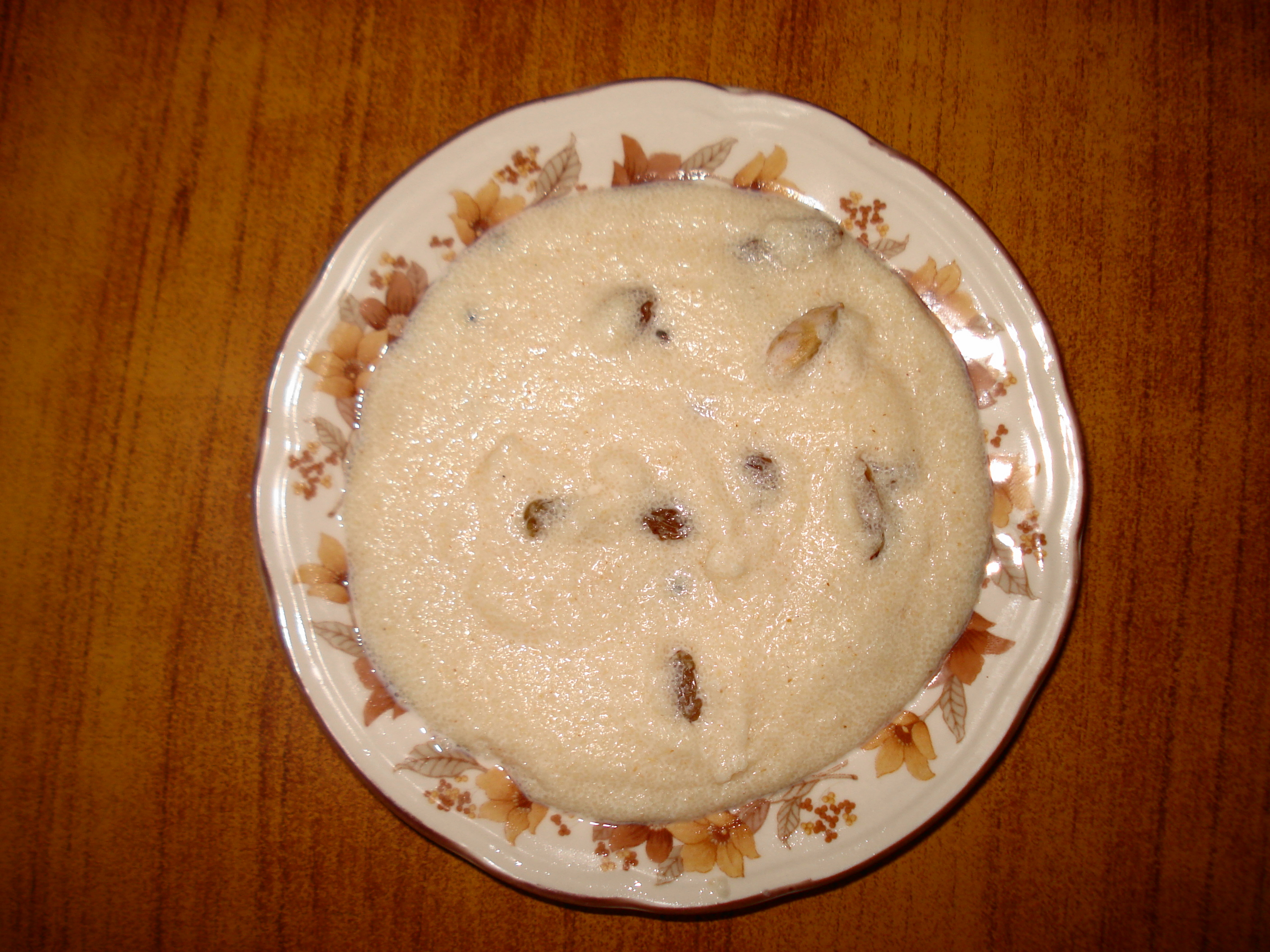
Khír vyrobený z krupice (suji).

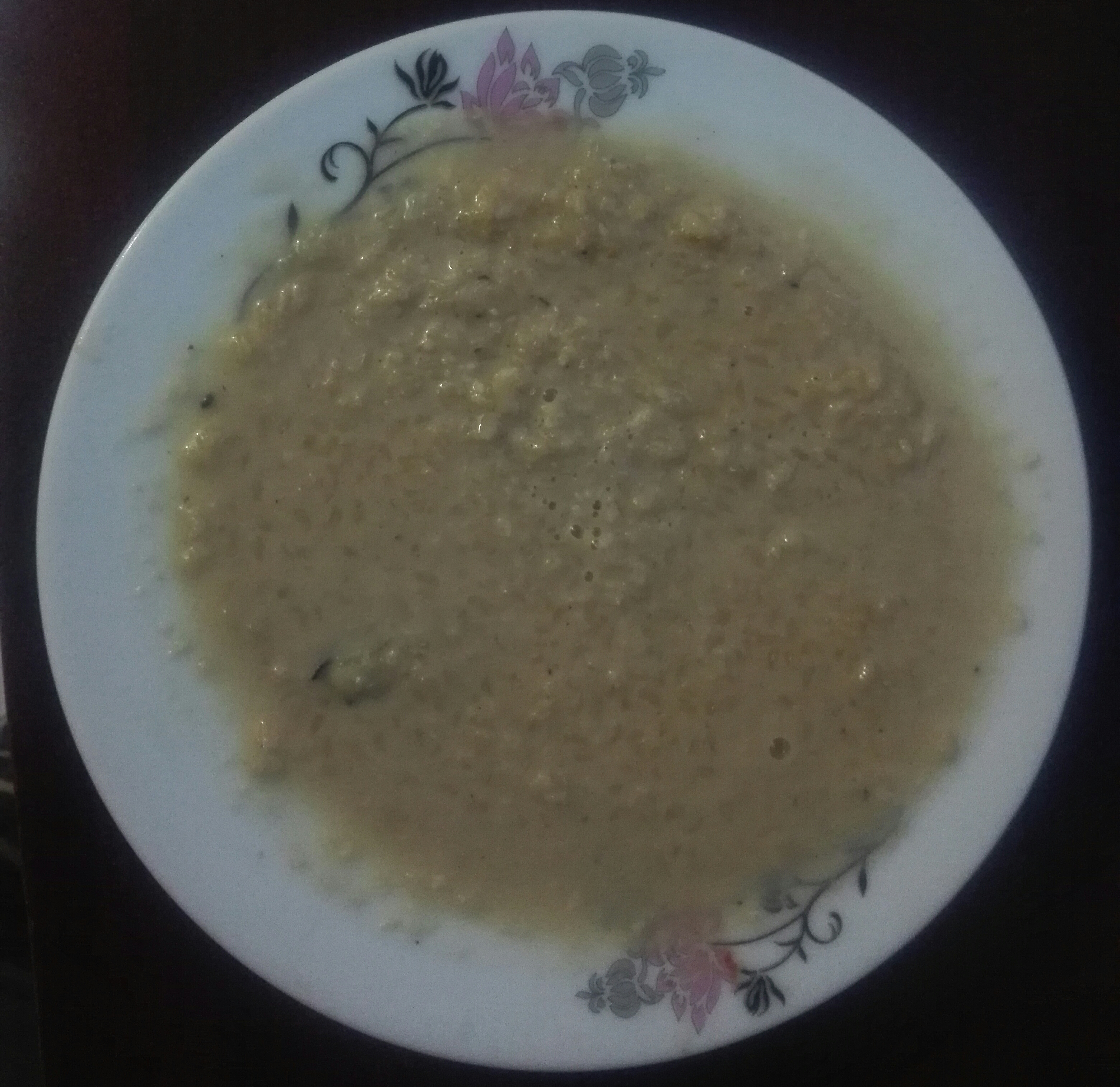
Pajes připravený z datlové melasy, populární v Uríse a Bengálsku.

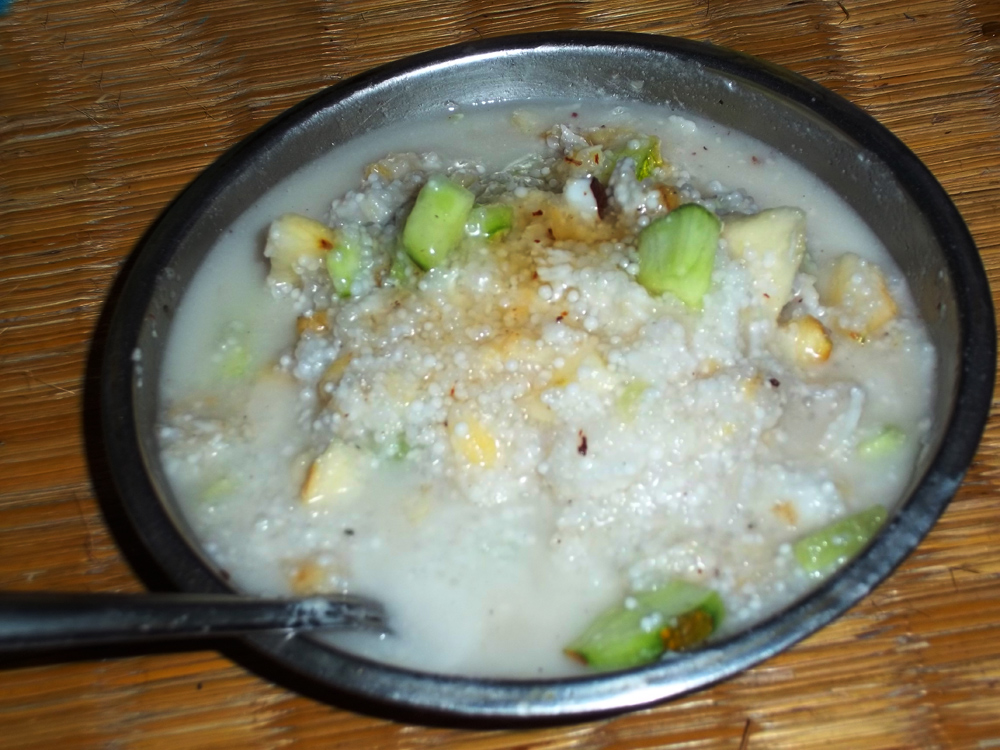
Sagukhiri podávaný v Uríse.

Verze rýžového khíru pocházející z města Kršnova kultu Purí, v Uríse před více než 2000 lety a je v něm více ovoce a je o něco hustší.
Pajas je také považován za příznivé jídlo a je obecně spojován s annaprašanou (rituál odstavení dítěte od matčina prsu), oslavami narozenin a jinými příležitostmi v uríských domácnostech.
Přestože se běžně používá bílý cukr, přidává se v Bengálsku a Uríse, zejména v zimě a na jaře, kdy je k dispozici čerstvý, jako sladidlo gurh (surový třtinový cukr).
V Assamu se do pudinku kromě jiných sušených plodů přidávají třešně, aby získal jemná růžová barva. Někdy může být rýže nahrazena ságem. Je to jeden z nejvýznamnějších dezertů podávaný v asamských rodinách a často je součástí náboženských obřadů.
V Biháru se připravuje z rýže, plnotučné smetany či kondenzovaného mléka, mléka, cukru, kardamomového prášku, různého sušeného ovoce a šafránu.

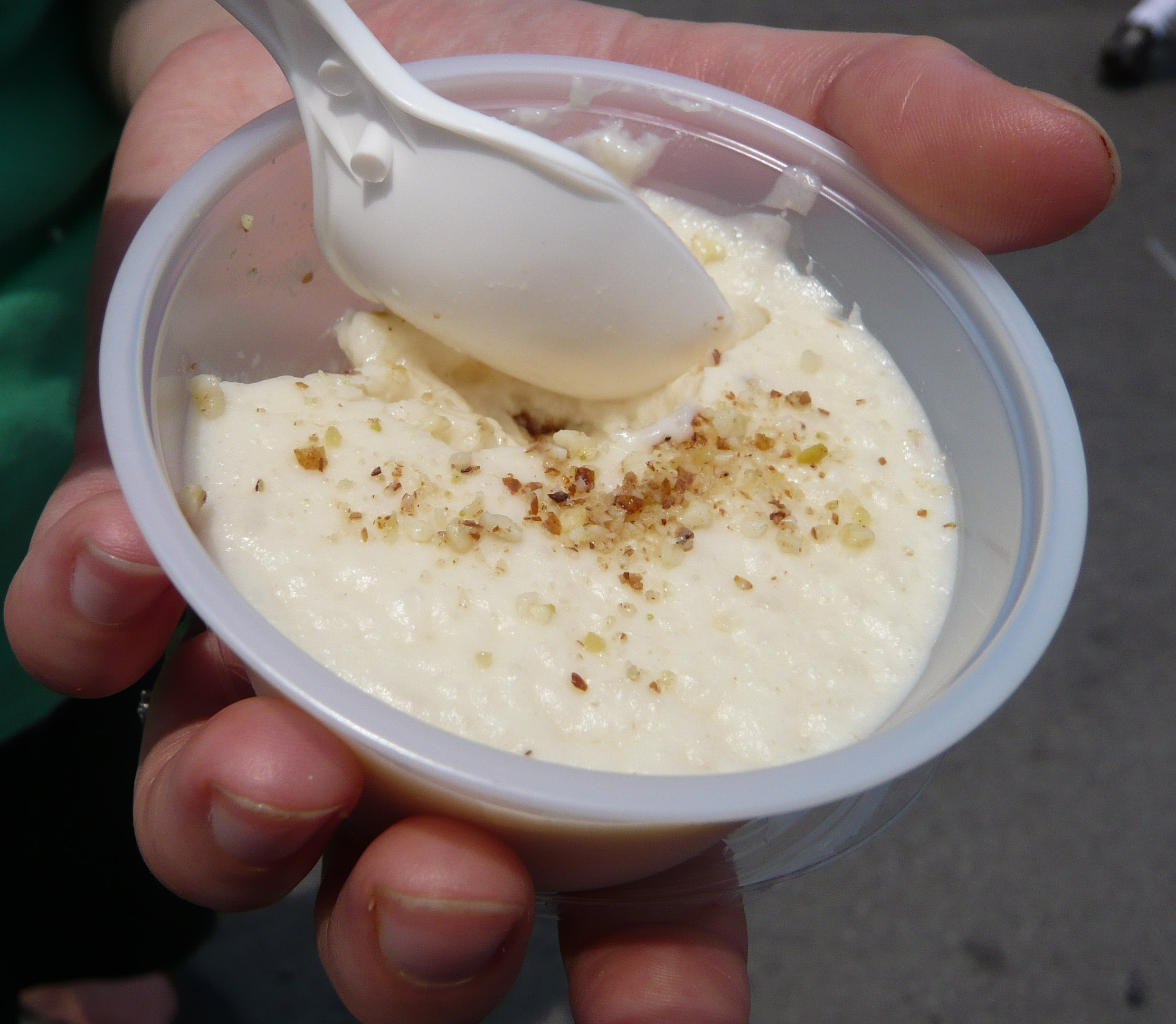
Khír servírovaný za studena

V jižní Indii se místo cukru a mléka široce využívá třtinový cukr a kokosové mléko. Běžně se používají nudle, ságo, maniok či pšenice. Někdy se místo mléka používá podmáslí a servíruje se na listu banánovníku. Podává nejprve při jakékoli formální nebo příhodné příležitosti.
V muslimském Hajdarábádu se khír nazývá gil-e-firdaus. Je tučnější z mléka a konzervované lagenárie. Gil-e-firdaus znamená v překladu rajská hlína.

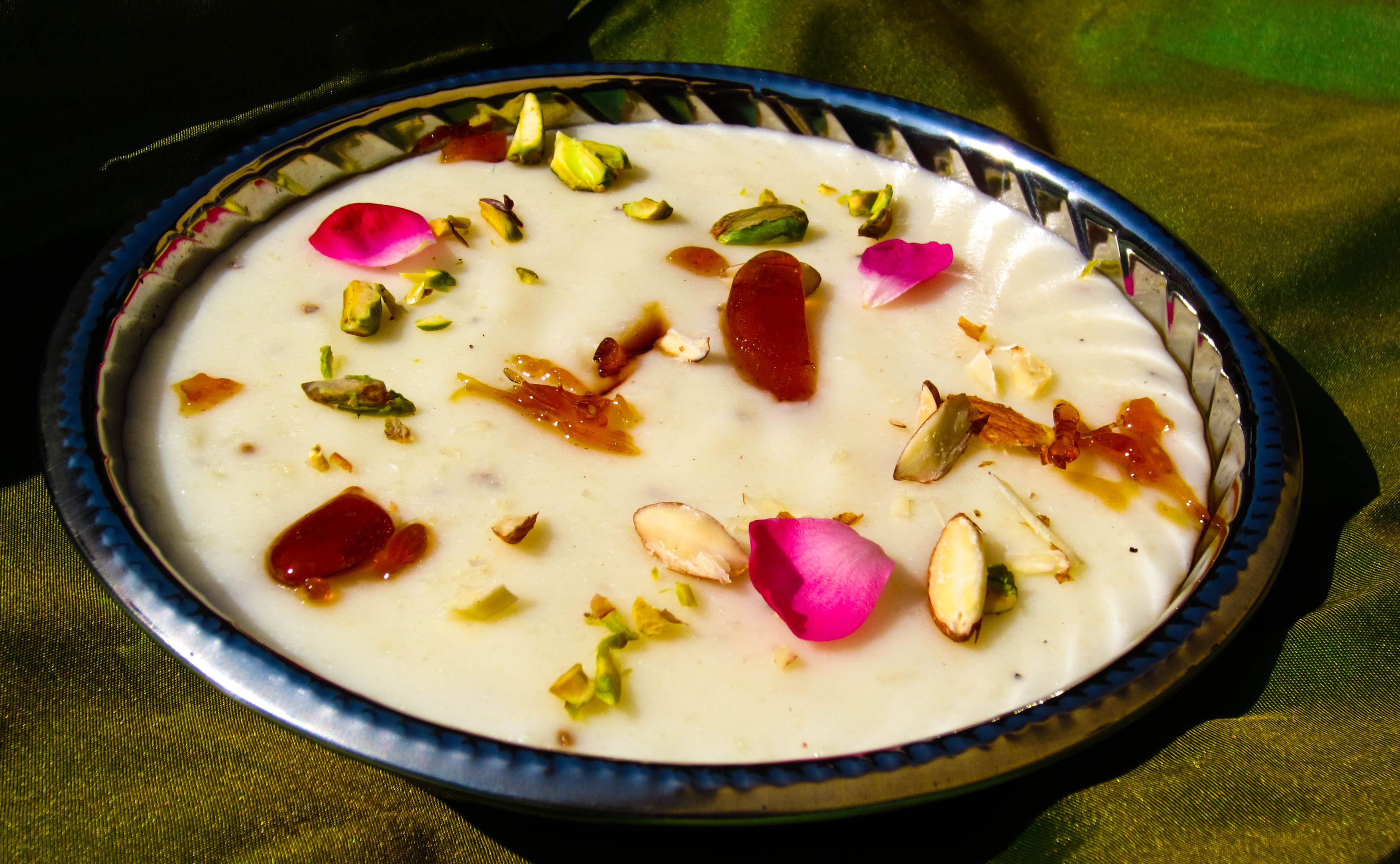
Firni nebo phirni, také známý jako indický rýžový nákyp ozdobený prameny šafránu, sekaných mandlí a pistácií

Podobný dezert, vyrobený z namleté rýže a známý jako firni, se konzumuje v Íránu, Ázerbájdžánu, Afghánistánu a mezi muslimskými komunitami v Indii, Bangladéši a Pákistánu . Dnes, restaurace nabízejí firni v široké škále příchutí. Khír je k dispozici v restauracích většinou během ramadánu.